# Baraut
Baraut (hindi बड़ौत) – miasto w północnych Indiach w stanie Uttar Pradesh, na Nizinie Hindustańskiej.
Populacja miasta w 2001 roku wynosiła 85 822 mieszkańców.